# Regino Mergeliza de Vera
Regino Mergeliza de Vera (Ciudad Real, 7 de septiembre de 1817-Bruselas, 1900) fue un militar español defensor de la causa legitimista en las tres guerras carlistas. 

## Biografía
Muy joven sirvió en la primera guerra carlista en el bando del infante Carlos María Isidro, siendo uno de los militares que se sublevaron en 1833 con Santos Ladrón de Cegama. En 1839 no aceptó el convenio de Vergara y emigró a Francia.
Comprometido siempre con la causa legitimista, en 1848 entró de nuevo en España y participó en la segunda guerra carlista en defensa del conde de Montemolín (Carlos VI).
Tras la revolución de 1868, fue comisario regio de Carlos VII en Madrid, y en 1869 fue segundo comandante general de Ciudad Real, donde el general Juan de Dios Polo lideró una insurrección ese año.

### Tercera guerra carlista
Estallada la tercera guerra carlista, fue comandante general de las provincias de Toledo y Ciudad Real, y actuaron bajo su mando las partidas de los cabecillas Bruno Padilla «el Telarañas», Carmelo Hervás «Feo Cariño» y «el Pepolo».
En 1873 fue nombrado comandante general carlista de Galicia en sustitución de Vicente Sabariegos. Ante la escasez de voluntarios en la región, el 16 de julio de 1874 dirigió una proclama a los gallegos, en la que les llamaba a alzarse contra el «impío, tiránico y usurpador gobierno de la República» y a «defender la bandera de Dios, Patria y Rey» que simbolizaba la España Católica bendecida por el Apóstol Santiago en la lucha contra la morisma.
Fue detenido en Portugal por su actividad conspirativa, pero no tardó en retornar a España para continuar la guerra. Pasó al Norte y, tras participar en la batalla de Lácar, fue nombrado gobernador militar de Durango, cargo que desempeñó hasta el final de la guerra.
Ascendió a mariscal de campo y Don Carlos le concedió el título de Conde de Mergeliza de Vera. Terminada la contienda, se exilió de nuevo en París.

### Exilio

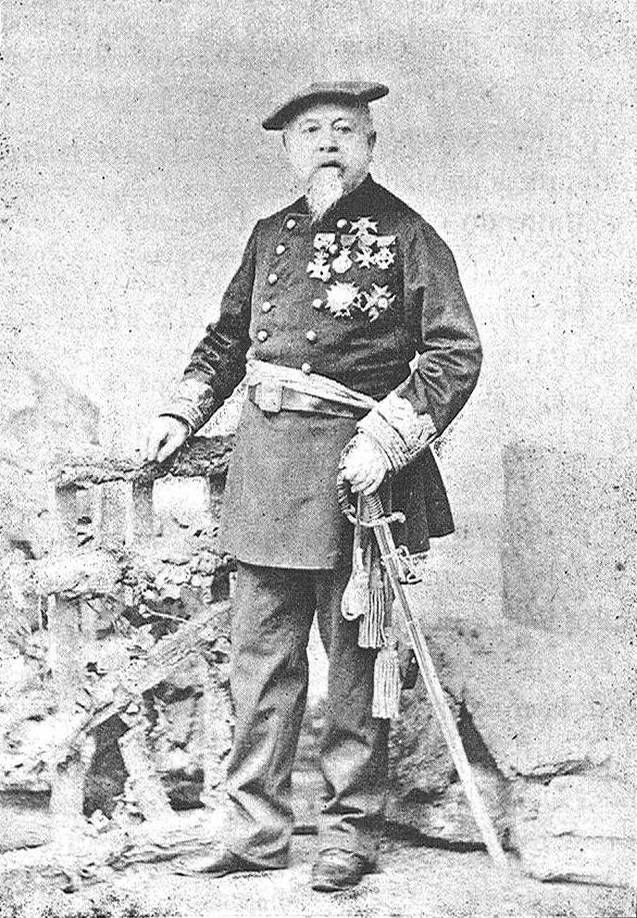
Fotografía de Regino Mergeliza de Vera en El Estandarte Real (1892).

En las polémicas suscitadas entre la prensa carlista en la década de 1880, apoyó al diario carlista La Fé frente a El Siglo Futuro y fue suscriptor del semanario El Cabecilla.
Según informó la prensa española, en 1882 tomó parte en París en una reunión de destacados carlistas emigrados que pretendían que Don Carlos abdicase en su hijo Don Jaime. En este encuentro, Mergeliza propuso la destitución de Cándido Nocedal como jefe delegado del carlismo, la formación de una regencia en Doña Margarita y que se tratara de poner a la corte romana y al conde de Chambord en favor de esta corriente, que adquirió el nombre de «jaimistas».
Reconciliado con Don Carlos, siguió con interés los asuntos políticos españoles y en 1896 todavía enviaba telegramas desde París felicitando a los diputados carlistas.
Murió en septiembre de 1900 en Bruselas, donde residía accidentalmente.
Estuvo casado con la francesa Marie Pierrette Perrot de Renneville, hija del dramaturgo Jean Pierre Charles Perrot de Renneville, con la que tuvo varios hijos. Uno de ellos, Enrique Mergeliza de Vera, se casó con Marie Tardy y fue abuelo del empresario Olivier Geradon de Vera.